# Hylaeus koenigsmanni
Hylaeus koenigsmanni là một loài Hymenoptera trong họ Colletidae. Loài này được Dathe mô tả khoa học năm 1981.